# Polygonia extensa
Polygonia extensa is een vlinder uit de familie Nymphalidae. De wetenschappelijke naam van de soort is voor het eerst geldig gepubliceerd in 1896 door John Henry Leech.